# Terme di Fontecchio
Il complesso termale di Fontecchio, nel comune di Città di Castello, è l'unico complesso storico dell'Umbria, con le terme conosciute sin dall'antichità.

## Storia
I ruderi dell'antica fonte, risalenti all'epoca romana di Plinio il Giovane, vennero scoperti nel 1860. Pochi anni dopo, nel 1868, iniziò la costruzione dell'attuale stabilimento termale. Il progetto, ispirato all'architettura rinascimentale, fu realizzato dal famoso architetto perugino Guglielmo Calderini, autore tra gli altri, di Palazzo Cesaroni nel capoluogo umbro e del Palazzo di Giustizia di Roma. L'acqua sulfurea e i fanghi, uniti a essenze, aromi e cosmetici termali, sono alla base dei trattamenti che vengono praticati a Fontecchio, per ritrovare la forma ideale del corpo e l'equilibrio della mente.

## L'acqua termale di Fontecchio
Le cure termali, propriamente dette, che vengono correntemente praticate sono le seguenti: cure fango-balneoterapiche; cure balneoterapiche in piscina ed in vasca, alla temperatura di 36-37 °C, trova indicazioni per la idrochinesiterapia, nelle patologie osteo-articolari post-traumatiche e non; l'idromassoterapia (trattamento balneoterapico con massaggio idrico) viene impiegata attraverso idonei percorsi vascolari, che utilizzano il massaggio idrico sul circolo venoso e linfatico periferico; cure inalatorie che, con la presenza di zolfo sotto forma di radicali sulfidrilici e come anione solforoso, in associazione ad altri cationi quali sodio, calcio e magnesio, conferisce all' acqua di Fontecchio proprietà terapeutiche assai efficaci; cure idropiniche. Il Centro termale è convenzionato con il Sistema Sanitario Nazionale.